# Comarna
Comarna é uma comuna romena localizada no distrito de Iaşi, na região de Moldávia. A comuna possui uma área de 48.06 km² e sua população era de 4678 habitantes segundo o censo de 2007.